# Celendín (provincie)
Celendín is een provincie in de regio Cajamarca in Peru. De provincie heeft een oppervlakte van 2.642 km² en telt 95.652 inwoners (2015). De hoofdplaats van de provincie is het district Celendín.

## Bestuurlijke indeling
De provincie Celendin is verdeeld in twaalf districten, UBIGEO tussen haakjes:
- (060301) Celendín, hoofdplaats van de provincie
- (060302) Chumuch
- (060303) Cortegana
- (060304) Huasmin
- (060305) Jorge Chavez
- (060306) Jose Galvez
- (060312) La Libertad de Pallán
- (060307) Miguel Iglesias
- (060308) Oxamarca
- (060309) Sorochuco
- (060310) Sucre
- (060311) Utco

Cajabamba · Cajamarca · Celendín · Chota · Contumazá · Cutervo · Hualgayoc · Jaén · San Ignacio · San Marcos · San Miguel · San Pablo · Santa Cruz